# كليف مولير
كليف باري مولير (بالإنجليزية: Cleve Barry Moler) هو عالم رياضيات ومبرمج حاسب متخصص في التحليل العددي. من منتصف إلى آخر السبعينات كان أحد المؤلفين لـ LINPACK و EISPACK وهما مكتبتان برمجيتان للحسابات العددية مكتوبتان بلغة فورتران. هو مخترع ماتلاب وهو حزمة تطبيقات للقيام بالحسابات العددية، وكان قد اخترعه ليتيح لطلبته في جامعة نيومكسيكو وصولا سهلا للمكتبات البرمجية السابق ذكرها بسهولة ويسر. في عام 1984 قام بالاشتراك في تأسيس شركة ماثووركس مع جاك ليتل بغية التربح من البرنامج.
حصل على درجة البكالوريوس في الرياضيات من معهد كاليفورنيا للتكنولوجيا عام 1961 وعلى درجة الدكتوراه من جامعة ستانفورد.
درّس الرياضيات وعلوم الحاسب لما يقارب العشرين عاما في جامعات ميتشيجين وستانفورد ونيومكسيكو. قبل أن ينضم لشركة ماثووركس بدوام كامل في عام 1989 كان قد عمل لدى إنتل هايبركيوب ولدى مؤسسة أردينت للحوسبة. هو أيضا مؤلف مساعد لثلاثة كتب عن الأساليب العددية وعضو في رابطة مكائن الحوسبة (ACM). كان نائب رئيس جمعية الرياضيات الصناعية والتطبيقية وهو حاليا عضو في مجلس أمنائه. بدأ في يناير 2007 فترتين رئاسيتين ك رئيس لتلك الجمعية.
حصل على درجة فخرية من جامعة لينكوبينج بالسويد. حصل على درجة الدكتوراه الفخرية من جامعة وترلو في 16 يونيو 2001. في 30 أبريل 2004 تم تنصيبه دكتورا فخريا في جامعة الدانمارك التقنية.

## حياته
ولد ونشأ في ولاية يوتاه الأمريكية لأبوين كانا يعملان في مجال الصحافة. عمل والده لوكالة يونايتد برس لخمسة وعشرين عاما ثم عمل محررا للصحيفة في أوغدين، يوتاه لخمسة وعشرين عاما. كان والده مراسلا يغطي الحرب العالمية الثانية في نهايتها. كانت بدايته مع الرياضيات في الصف التاسع عندما أعطاه معلمه كتابا عن التفاضل لاعتقاد معلمه أنه يعرف بالفعل ما كان يُدرَّس في الصف التاسع. التحق بمدرسة إيست هاي سكول الثانوية في مدينة سولت ليك في ولاية يوتاه. في سنته الأخيرة حصل على المركز الثاني في مسابقة رياضيات على مستوى الولاية.
قابل فتاه اسمها نانسي مارتن أثناء دراسته الثانوية وتزوجها في سنته الأخيرة في معهد كاليفورنيا للتكنولوجيا.
لم يكن هناك حواسب عند تخرجه من مدرسته الثانوية (أو على الأقل لم تكن معلومة له) في عام 1957 ولكنه كان يهوى التكنولوجيا. تقدم إلى معهد ماساتشوستس للتقنية MIT وإلى معهد كاليفورنيا للتكنولوجيا وحصل على منح من كلا المعهدين ولكنه رفض منحة MIT السخية مفضلا معهد كاليفورنيا لصغره وقلة عدد طلبته. بعد حيرة بين عدة تخصصات قرر التخصص في الرياضيات. بعد دراسته للتحليل العددي في سنته الأولى تحت يد البروفيسور جون تود كان أول تعامله مع الحاسب الآلي في ربيع 1959 الذي كان حينها يملأ غرفة بأكملها ولا يحتوي على أية نظم تشغيل.
التحق بجامعة ستانفورد بِحَثٍّ من أستاذه تود ليكمل دراسته. في سنته الأخيرة هناك كان طالبا في قسم الرياضيات ومدرسا في قسم علوم الحاسب الذي تم إنشاؤه تلك السنة (1965). خلال دراسته كان أشد القرب من الرياضيات المطبقة وأبعد ما يستطيع عن الرياضيات المجردة ودائما ما كان تحصيله في تلك المواد في الرياضيات المجردة قليلا. في ستانفورد تتلمذ على يد جورج فورسيث منشأ ورئيس قسم علوم الحاسب في ستانفورد ورئيس رابطة مكائن الحوسبة (ACM) لفترة من الفترات.

## مؤلفاته
قام بالمشاركة في تأليف ثلاثة كتب عن الأساليب العددية نذكر منها:
- طرق حوسبية للحسابات الرياضية

Forsythe, George E., Malcolm, Michael A., Moler, Cleve B., "Computer methods for mathematical computations", Prentice-Hall Series in Automatic Computation, Prentice-Hall., Englewood Cliffs, N.J., 1977. ماثماتيكل ريفيوز0458783 ISBN 0-13-165332-6
- الحوسبة العددية باستخدام ماتلاب

Moler, Cleve B., "Numerical Computing with MATLAB" نسخة محفوظة 16 مايو 2016 على موقع واي باك مشين., Society for Industrial and Applied Mathematics, 2004, ISBN 978-0-89871-560-6

## وصلات خارجية
- سيرته الذاتية على موقع ماثووركس نسخة محفوظة 16 أغسطس 2020 على موقع واي باك مشين.
- النص الكامل لمقابلة أجريت معه